# Adam Aznou
Adam Aznou Ben Cheikh (* 2. Juni 2006 in Barcelona) ist ein marokkanisch-spanischer Fußballspieler. Er steht beim FC Everton unter Vertrag und ist marokkanischer A-Nationalspieler.

## Karriere

### Vereine
Aznou startete seine Karriere beim Verein CF Damm in seiner Heimatstadt Barcelona. 2019 schloss er sich der Jugendakademie La Masia des FC Barcelona an.
2022 wechselte Aznou nach Deutschland in die Jugendabteilung des FC Bayern München. In der Saison 2022/23 spielte er für die U17 der Bayern in der B-Junioren-Bundesliga (9 Spiele, 2 Tore). Ein Jahr später, in der Spielzeit 2023/24, gehörte er zum Kader der U19 und absolvierte 15 Partien (2 Tore) in der A-Junioren-Bundesliga, dazu kamen acht Einsätze (1 Tor) in der UEFA Youth League.
Am 27. Januar 2024 war Aznou beim Bundesligaspiel gegen den FC Augsburg erstmals im Kader der ersten Mannschaft, kam jedoch nicht zu einem Einsatz. Auch in den folgenden Wochen war er Teil des Bundesliga-Kaders von Trainer Thomas Tuchel. Am 19. Februar 2024 debütierte Aznou dann für die zweite Mannschaft des FC Bayern München in der Regionalliga Bayern und absolvierte in der Rückrunde elf Partien in der Regionalliga. Im Mai 2024 unterschrieb er einen Profivertrag mit einer Laufzeit bis 2027. In der Saison 2024/25 gehörte Aznou dann fest zum Kader der zweiten Mannschaft der Bayern und spielte parallel mit der U19 in der UEFA Youth League. Ab Oktober gehörte er wieder regelmäßig zum Spieltagskader der ersten Mannschaft von Vincent Kompany. Am 2. November 2024 (9. Spieltag) debütierte er in der Bundesliga beim 3:0-Sieg im Heimspiel gegen den 1. FC Union Berlin mit Einwechslung für Alphonso Davies in der 80. Minute. Seinen ersten Einsatz in der UEFA Champions League absolvierte Aznou am 10. Dezember 2024 (6. Spieltag) im Spiel gegen Schachtar Donezk.
Um mehr Spielpraxis auf höchstem Level zu erhalten, wurde Aznou in der Winterpause der Saison 2024/25 an den spanischen Erstligisten Real Valladolid verliehen. Er kam auf 13 Ligaeinsätze, stand 10-mal in der Startelf, konnte den Abstieg des Teams in die Segunda División allerdings nicht verhindern.
Zum 1. Juni 2025 kehrte Aznou zum FC Bayern zurück, um an der Klub-Weltmeisterschaft 2025 teilzunehmen. Dort hatte er jedoch nur einen Kurzeinsatz. Noch vor Beginn der neuen Saison wechselte er Ende Juli 2025 zum FC Everton in die englische Premier League.

### Nationalmannschaft
Aznou war sowohl für die spanische als auch für die marokkanische Nationalmannschaft spielberechtigt. Im Jugendbereich absolvierte er Länderspiele für beide Verbände. Im März 2023 verkündigte er, dass er zukünftig für Marokko spielen wird.
Am 9. September 2024 debütierte Aznou im Alter von 18 Jahren für die A-Nationalmannschaft Marokkos. Im Qualifikationsspiel für das Turnier um den Afrika-Cup gegen Lesotho gehörte er der Startelf an und wurde nach dem 1:0-Sieg zum Man of the Match gewählt.

## Erfolge
- Deutscher Meister: 2025